# Adléta Brunšvická
Adléta Brunšvická (krátce před rokem 1300 - 18. srpna 1320) byla dcerou Jindřicha I. Brunšvického a Anežky Durynské. Byla druhou manželkou Jindřicha Korutanského z rodu Menhardovců a používala titul česká královna, přestože jí nenáležel a Čechy nikdy nenavštívila.

## Život
Z historických pramenů známe Adlétu Brunšvickou především jako druhou manželku českého krále Jindřicha Korutanského a matku Markéty zvané Pyskatá.  

### První manželství Jindřicha Korutanského
Jindřichovou první manželkou od roku 1306 byla Anna Přemyslovna, která mu přinesla titul český král. Anna však v září 1313 ve věku 22 let nečekaně zemřela v Lublani, aniž by mu dala jediného potomka. Tím Jindřich ztratil titul český král a navíc již v té době v Čechách nežil. Byl odtud vyhnán poté, co se českým králem stal Jan Lucemburský, manžel Elišky Přemyslovny.

### Druhé manželství Jindřicha Korutanského
Ještě téhož roku 1313 si Jindřich vzal za ženu téměř o třicet let mladší Adlétu Brunšvickou, se kterou pak žil na svém panství v Korutanech. Jednalo se v první řadě o politický sňatek, ale také o snahu zajistit si dědice. Adléta Brunšvická mu však porodila pouze dvě dcery. Starší Adléta byla psychicky nemocná a tak se mladší Markéta, zvaná Pyskatá, stala jedinou dědičkou korutanských držav. Adléta Brunšvická zemřela v roce 1320 a zanechala Jindřicha bez mužského dědice.

#### Dcera Markéta Pyskatá
Po deseti letech od smrti Adléty Brunšvické si její mladší dceru Markétu Pyskatou vybral Jan Lucemburský jako nevěstu pro svého druhorozeného tehdy devítiletého syna Jana Jindřicha. Sňatek se slavil 16. září 1330. Byl to opět sňatek politický, neboť po smrti vévody Jindřicha měl Jan Lucemburský převzít poručnictví nad jeho dětmi a regentskou vládu v Korutanech a Tyrolsku. Po několika letech Markéta svého manžela Jana Jindřicha zapudila, údajně kvůli impotenci. Provdala se za syna císaře Ludvíka Bavora a Lucemburkové tak korutanské jmění nezískali.

### Třetí manželství Jindřicha Korutanského
Jindřichovou třetí a poslední manželkou se stala v roce 1328 Beatrix Savojská. Jindřich Korutanský se stále ještě ve svých pětašedesáti letech domníval, že mu Beatrix porodí mužského dědice. Bylo to však marné. Beatrix zemřela 19. října 1331 bezdětná.
Jindřich Korutanský zemřel za několik let po ní v roce 1335 po nečekaném záchvatu mrtvice[nepřesný odkaz]. Jindřich se na tehdejší dobu dožil vysokého věku a až do své smrti se nezřekl svých nároků na českou korunu pro sebe a své manželky.